# Geranium palmatipartitum
Geranium palmatipartitum là một loài thực vật có hoa trong họ Mỏ hạc. Loài này được (Hausskn. ex R.Knuth) Aedo mô tả khoa học đầu tiên năm 1994.